# 4566 Chaokuangpiu
4566 Chaokuangpiu је астероид главног астероидног појаса чија средња удаљеност од Сунца износи 2,835 астрономских јединица (АЈ).
Апсолутна магнитуда астероида је 12,3.